# Canoeing tại Đại hội Thể thao Đông Nam Á 2011
Canoeing tại Đại hội Thể thao Đông Nam Á năm 2011 được tổ chức tại hồ Cipule, tỉnh Karawang, Tây Java, Indonesia, từ ngày 10 đến 13 tháng 11, với tổng cộng 15 nội dung tranh tài chia đều cho nam và nữ. Đây là môn thể thao thứ hai được tổ chức thi đấu tại Đại hội Thể thao Đông Nam Á lần thứ 26 sau môn bóng đá; tuy nhiên, nó lại là môn đầu tiên có huy chương vàng được trao trong kỳ đại hội này. Tấm huy chương vàng đầu tiên của SEA Games 26 thuộc về vận động viên Wichan Jaitieng của Thái Lan.

## Bảng huy chương
| Hạng               | Đoàn               | Vàng | Bạc | Đồng | Tổng số |
| ------------------ | ------------------ | ---- | --- | ---- | ------- |
| 1                  | Indonesia          | 6    | 5   | 2    | 13      |
| 2                  | Thái Lan           | 5    | 2   | 3    | 10      |
| 3                  | Singapore          | 2    | 5   | 3    | 10      |
| 4                  | Việt Nam           | 2    | 0   | 5    | 7       |
| 5                  | Myanmar            | 0    | 3   | 2    | 5       |
| 6                  | Malaysia           | 0    | 0   | 1    | 1       |
| Tổng số (6 đơn vị) | Tổng số (6 đơn vị) | 15   | 15  | 16   | 46      |

## Tóm tắt kết quả

### Nam
| Nội dung  | Vàng                                                                                       | Bạc                                                                    | Đồng                                                                                     |
| --------- | ------------------------------------------------------------------------------------------ | ---------------------------------------------------------------------- | ---------------------------------------------------------------------------------------- |
| C1 200 m  | Anwar Tarra · Indonesia                                                                    | Win Htike · Myanmar                                                    | Trần Văn Long · Việt Nam                                                                 |
| C1 1000 m | Eka Octarorianus · Indonesia                                                               | Win Htike · Myanmar                                                    | Trần Văn Long · Việt Nam                                                                 |
| C2 200 m  | Indonesia · Anwar Tarra · Eka Octarorianus                                                 | Thái Lan · Phanudet Phetmikha · Thammarat Phaophan                     | Myanmar · Ye Aung Soe · Win Htike                                                        |
| C2 1000 m | Indonesia · Eka Octarorianus · Anwar Tarra                                                 | Myanmar · Ye Aung Soe · Win Htike                                      | Thái Lan · Thammarat Phaophan · Phanudet Phetmika                                        |
| K1 200 m  | Nguyễn Thành Quang · Việt Nam                                                              | Kasemsit Borriboonwasin · Thái Lan                                     | Gandie · Indonesia                                                                       |
| K1 1000 m | Wichan Jaitieng · Thái Lan                                                                 | Lucas Teo Guang Yi · Singapore                                         | Muchlis · Indonesia                                                                      |
| K2 200 m  | Thái Lan · Nathaworn Waenphrom · Anusorn Sommit                                            | Indonesia · Andri Sugiarto · Silo                                      | Malaysia · Hamdan bin Muhammad · Mohd bin Parmi                                          |
| K2 200 m  | Thái Lan · Nathaworn Waenphrom · Anusorn Sommit                                            | Indonesia · Andri Sugiarto · Silo                                      | Singapore · Clarence Chua · Brandon Ooi Wei Cheng                                        |
| K2 1000 m | Thái Lan · Piyaphan Phaophat · Nathaworn Waenphrom                                         | Indonesia · Ajurahman · Jaslin                                         | Singapore · Brandon Ooi Wei Cheng · Daniel Ang Jia Ming                                  |
| K4 1000 m | Thái Lan · Piyaphan Phaophat · Nathaworn Waenphrom · Nattahawat Yatra · Chatcharit Bunmuen | Indonesia · Dedy Kurniawan · Sutrisno · Asep Hidayat · Jaferry Siregar | Singapore · Tay Zi Qiang · Daniel Ang Jia Ming · Lucas Teo Guang Yi · Muhd Syaheenul Aim |

### Nữ
| Nội dung | Vàng                                                               | Bạc                                                               | Đồng                                                                                        |
| -------- | ------------------------------------------------------------------ | ----------------------------------------------------------------- | ------------------------------------------------------------------------------------------- |
| K1 200 m | Kanokpan Suansan · Thái Lan                                        | Geraldine Lee · Singapore                                         | Nguyễn Thị Duyên · Việt Nam                                                                 |
| K1 500 m | Geraldine Lee · Singapore                                          | Masripah · Indonesia                                              | Nguyễn Thị Duyên · Việt Nam                                                                 |
| K2 200 m | Singapore · Suzanne Seah · Steph Chen                              | Indonesia · Kanti Santyawati · Masripah                           | Việt Nam · Kiều Thị Hảo · Nguyễn Thị Mai                                                    |
| K2 500 m | Việt Nam · Kiều Thị Hảo · Nguyễn Thị Mai                           | Singapore · Suzanne Seah · Steph Chen                             | Myanmar · Myint Myint Than · Hnin Wai Lwin                                                  |
| K4 200 m | Indonesia · Kanti Santyawati · Sarce Aronggear · Masripah · Rasima | Singapore · Lee Wilo · Annabelle Ng · Andrea Chen · Geraldine Lee | Thái Lan · Waratchaya Kheha · Kanokpan Suansan · Pattraluck Phumsatan · Woraporn Boonyuhong |
| K4 500 m | Indonesia · Kanti Santyawati · Masripah · Rasima · Sarce Aronggear | Singapore · Geraldine Lee · Annabelle Ng · Andrea Chen · Lee Wilo | Thái Lan · Sakunrat Huansat · Waratchaya Kheha · Woraporn Boonyuhong · Kanokpan Suansan     |